# Pierre Gaultier
Pierre Gaultier, auch Gaultier Orleanois, Gaultier de Rome (* 1599 in Orléans; † nach 1660) war ein französischer Lautenist und Komponist.

## Leben
Pierre Gaultier stammte aus Orléans (wahrscheinlich getauft am 30. August 1599 in Saint-Michel, Orléans). Möglicherweise bereits Anfang der 1630er Jahre in Italien tätig, dürfte Gaultier seinem Mäzen, Johann Anton I. Reichsfürsten von Eggenberg (1610–1649), der als Sonderbotschafter des Kaisers Ferdinand III. zu Papst Urban VIII. gesandt war, im Jahr 1638 in Rom begegnet sein. Über seinen weiteren Lebenslauf ist nichts bekannt.
Gaultier ist nicht identisch mit dem Jesuiten und Universalgelehrten Pierre Gaultruche (latinisiert Petrus Galtruchius Aurelianensis, getauft am 4. August 1602 in Saint-Paul, Orléans; gest. 1681 in Caen), mit dem er früher identifiziert wurde.

## Werk
Die Musik von Pierre Gaultier ist in einem dem Reichsfürsten von Eggenberg gewidmeten Druck überliefert: Les Oeuvres de Pierre Gaultier (Rom, 1638).
Dieser Druck, den Gaultier wohl selber finanzierte und vertrieb, ist der einzige mit französischer Lautenmusik jener Zeit, der außerhalb Frankreichs veröffentlicht wurde. Die Sammlung enthält 105 Stücke in sechs verschiedenen neuen Stimmungen der Laute (Accords Nouveaux).
Gaultiers Musik ist insofern typisch, als er den lautenistischen Stil der gebrochen Melodie pflegt (im 20. Jahrhundert „stile brisée“ getauft) und die so genannten neuen Stimmungen der Laute verwendet. Ungewöhnlich für die französische Lautenmusik jener Zeit ist der ausgiebige Gebrauch technischer Bindungen durch die Greifhand (Abzug und Aufschlag) sowie der Campanella-Technik (Melodiespiel auf glockenartig ineinander klingenden, gegriffenen und offenen Saiten), die beide den Einfluss italienischer Gitarristen und Theorbenspieler verraten.

## Edition
- Monique Rollin (Hg.), Oeuves de Pierre Gaultier, Paris 1984 (CNRS, Corpus des Luthistes Français)

## Aufnahme
- Sigrun Richter, Les Accords Nouveaux. Pierre Gaultier, „Les Oeuvres“.